# Harry Erneclou
Harry Erneclou, född Harry Alfred Eberhard Erneklou 13 augusti 1919 i Övre Ulleruds socken, Värmland, död 12 oktober 2004, var en svensk (sångtext-)författare. Han var gift med Anna-Stina Erneclou till sin död. De fick sonen Alfred Erneclou.